# 維吉尼亞·麥克羅林
維吉尼亞·麥克羅林（英语：Virginia McLaurin，1909年3月12日?—2022年11月14日），是美國華盛頓哥倫比亞特區的超級人瑞，儘管老人学研究组织尚未證實她的情況。

## 生平
她生於南卡羅萊納州，她年輕時和父母一起在田裡工作。